# Alfonso Herrero
Alfonso Herrero Peinador (Toledo, España, 21 de abril de 1994) es un futbolista español que juega como guardameta en el Málaga C. F. de la Segunda División de España. Conocido por su afición como “El santo”.
Ha sido 34 veces internacional a lo largo de todas las categorías inferiores de la selección española (10 amistosos, 24 oficiales), consiguiendo un subcampeonato de Europa sub-17 y un tercer puesto en el Campeonato de Europa sub-19.

## Trayectoria

### Categorías inferiores (2003-2013)
En julio de 2003, con nueve años, llegó a las categorías inferiores del Real Madrid C. F. recalando en el Benjamín A. Por ellas fue ascendiendo y formándose como jugador. En ningún momento abandonó el club.
Su momento deportivo en las categorías inferiores más importante ocurrió en su último año como juvenil del Real Madrid (2012-2013) al alzarse con la Copa del Rey Juvenil de Fútbol. Los blancos ganaron la final frente al Athletic Club en un partido cómodo que finalizó 0 a 4 para el conjunto merengue. Ese año además se proclamó campeón de la Liga División de Honor Juvenil de España. No pudieron sin embargo alzarse con la Copa de Campeones de División de Honor Juvenil.

### Real Madrid C (2013-2014)
Tras acabar la temporada 2012-13 con el Juvenil A fue ascendido al segundo filial blanco, el Real Madrid C que militaba en la Segunda División B. Realizó su debut como profesional en la primera jornada contra el Club Atlético de Madrid "B", el 24 de agosto de 2013. Se mantuvo casi toda la temporada como titular, realizando una campaña de gran nivel y disputando 33 partidos. Se mantuvo como titular a pesar de tener dos entrenadores esa campaña: José Manuel Díaz Fernández y José Aurelio Gay. Ambos le entregan la portería al joven meta blanco que acaba la temporada con un 50% de penaltis detenidos (5/10).
El equipo terminó noveno, muy lejos del descenso. Sin embargo, la campaña del Real Madrid Castilla Club de Fútbol no fue lo suficientemente buena y descendieron de categoría (militaban la Segunda División). Como ambos filiales no podían coincidir en la misma categoría, el Real Madrid C fue descendido a Tercera División.

### Real Madrid Castilla (2014-2016)
Con el descenso de categoría, y el cambio de entrenador, el Real Madrid Castilla Club de Fútbol realizó un cambio de plantilla notorio. El ascenso de Fernando Pacheco al Real Madrid Club de Fútbol dejó una vacante en el filial blanco que ocupó Alfonso. Con Zinedine Zidane de entrenador, el filial afrontó la temporada 2014-15 con un objetivo: volver a la categoría de plata del fútbol español. Su debut oficial con el primer filial se produjo el 24 de agosto de 2014. Un año después de su debut con el segundo filial, y frente al mismo equipo: el Club Atlético de Madrid "B"

### Real Oviedo Vetusta (2016-2017)
El 22 de julio de 2016 fichó por el Real Oviedo B. Debutó con el filial del Real Oviedo el 21 de agosto de 2016 frente al C. D. Colunga en un partido que acabaría 0-0. Se convertiría en el Zamora Nacional y en el portero menos goleado de Europa durante las 8 primeras jornadas en las cuales no recibiría ningún gol.

### Real Oviedo (2017-2020)
Tras su paso por el filial, en la temporada 2017-18 se incorporó al primer equipo que militaba en la Segunda División, debutando el 6 de septiembre de 2017 saliendo en el equipo titular en el partido de la segunda eliminatoria de la Copa del Rey que enfrentó al Real Oviedo contra el C. D. Numancia en el Estadio Carlos Tartiere, siendo Juan Antonio Anquela el entrenador que lo hizo debutar. Su debut en la liga también tuvo lugar contra el C. D. Numancia en el Estadio Carlos Tartiere el 25 de noviembre de 2017, disputando todo el partido que terminó con triunfo local por 3 goles a uno. Poseía el récord de mejor debut en la portería carbayona al conseguir cuatro triunfos en sus primeros cuatro partidos (la cifra anterior estaba en tres compartida por Mora y Alarcia).

### Marbella F. C. (2020-2021)
En agosto de 2020 se comprometió por dos temporadas con el Marbella Fútbol Club. En las filas del club malagueño jugó un total de 20 partidos, encajando dieciocho goles.

### Burgos C. F (2021-2022). y C. D. Mirandés (2022-2023)
El 5 de julio de 2021 firmó por el Burgos Club de Fútbol que competía en la Segunda División. Disputó 30 partidos con este equipo, marchándose la campaña siguiente al Club Deportivo Mirandés. En este equipo también estuvo doce meses y en junio de 2023 fichó por el Málaga C. F. por tres años, el último de los cuales supeditado a que el club estuviera en Segunda División.

### Málaga C.F. (2023-)
Ficho por el club malacitano en el mercado veraniego de 2023, llegando a debutar ese mismo verano, concretamente el día 26 de agosto de 2023. En su primera temporada en el club disputó 42 partidos oficiales llegando a ser uno de los mejores porteros de la tercera división del futbol español. En la presente temporada, también está siendo uno de los mejores jugadores de su liga, de hecho ha sido nombrado jugador del mes de Noviembre gracias a su descomunal rendimiento.

## Selección nacional

### Categorías inferiores
Fue internacional sub-16, sub-17, sub-18 y sub-19 de la selección española en un total de 34 ocasiones.
Internacionalidades
- Selección sub-16: 3 partidos oficiales.
- Selección sub-17: 17 partidos oficiales y 6 partidos amistosos.
- Selección sub-19: 7 partidos oficiales y 1 partido amistosos.

## Clubes
| Club                       | País   | Año       |
| -------------------------- | ------ | --------- |
| Real Madrid C. F. "C"      | España | 2013-2014 |
| Real Madrid Castilla C. F. | España | 2014-2016 |
| Real Oviedo "B"            | España | 2016-2017 |
| Real Oviedo                | España | 2017-2020 |
| Marbella F. C.             | España | 2020-2021 |
| Burgos C. F.               | España | 2021-2022 |
| C. D. Mirandés             | España | 2022-2023 |
| Málaga C. F.               | España | 2023-     |

## Palmarés

### Títulos nacionales
| Título                    | Club                      | País   | Año  |
| ------------------------- | ------------------------- | ------ | ---- |
| Copa del Rey Juvenil      | Real Madrid C. F. Juvenil | España | 2013 |
| División de Honor Juvenil | Real Madrid C. F. Juvenil | España | 2013 |

Títulos individuales
| Título                                 | Club         | País   | Año  |
| -------------------------------------- | ------------ | ------ | ---- |
| Jugador del mes de la Liga Hypermotion | Málaga C. F. | España | 2024 |